# Красавчик/милашка
«Красавец/милашка» (англ. Pretty/Handsome) — телевизионный пилот драматического сериала 2008 года, снятый автором сериалов «Части тела» и «Хор», сценаристом Райаном Мёрфи. Шоу не было закуплено для показа на канале FX.

## Сюжет
Сериал рассказывает о мужчине средних лет по имени Боб — он обычный семейный человек, женат на Лиз, имеет двух сыновей. Однако есть кое-что, что он скрывает от родных. Боб — транссексуал.

## В ролях
- Джозеф Файнс — Боб Фитцпэйн
- Блайт Даннер — Банни Фитцпэйн, мать Боба
- Роберт Вагнер — Скотч Фитцпэйн, отец Боба
- Кэрри-Энн Мосс — Элизабэт «Лиз» Фитцпэйн
- Джейк Черри — Оливер Фитцпэйн
- Джонатан Грофф — Патрик Фитцпэйн
- Джессика Лаундс — Кэсси Бут
- Кристофер Иган — Бэкетт Бромли
- Дот Джонс — Марио Уоллес
- Майк О’Мэлли — Чип Фромм
- Сара Полсон — Корки Фромм

## Съёмки
Съёмки проекта начались в конце октября 2007 года. По словам Райана Мёрфи оригинальное название сериала — «4 oz.» — это отсылка к средним размерам мужского пениса, однако позже название сменили на «Красавчик-/милашка». Канал «FX» не продлил шоу.